# Fédération internationale de basket-ball en fauteuil roulant
La Fédération internationale de basket-ball en fauteuil roulant (International Wheelchair Basketball Federation) (IWBF) est une association à but non lucratif qui régit aujourd'hui le basket-ball en fauteuil roulant au niveau mondial.

## Historique
En 1973, la Fédération internationale des Jeux de Stoke Mandeville (International Stoke Mandeville Games Federation - ISMGF) établit la première section pour le basket en fauteuil roulant. À ce moment, l'ISMGF est l'organisme faîtier des sports en fauteuil roulant au niveau mondial (voir handisport).
En 1989, l'ISMGF accepte de changer le nom de sa section qui devient International Wheelchair Basketball Federation (IWBF). Ceci est le premier pas vers une indépendance totale.
À partir de 1993, l'IWBF devient l'organisme faîtier pour le basket-ball en fauteuil roulant au niveau mondial et acquiert la responsabilité du développement de ce sport. En cinq ans le nombre de membres de l'IWBF a beaucoup augmenté et la fédération a créé 4 zones géographiques : Afrique, Amériques, Asie Océanie et Europe
L'IWBF adopte en 2004 un nouveau logo et invite les quatre zones à l'utiliser.
En 2006, l'IWBF estime avoir 82 fédérations nationales à travers le monde qui participent activement au basketball en fauteuil roulant avec plus de 100,000 personnes qui pratiquent le basketball en fauteuil roulant.
L'Allemand Ulf Mehrens succède en 2014 à la Canadienne Maureen Orchard, en place depuis 2002, à la tête de la fédération, à l'issue du mondial masculin.